# Polydactylus macrophthalmus
Polydactylus macrophthalmus är en fiskart som först beskrevs av Bleeker, 1858.  Polydactylus macrophthalmus ingår i släktet Polydactylus och familjen Polynemidae. Inga underarter finns listade i Catalogue of Life.